# 牛津納菲爾德學院教樓
牛津納菲爾德學院教樓是該學院的主建築物，轄屬的學院屬於英國牛津大學納菲爾德學院，该学院成立於1937年，第一棟建物也在隨後建造完成。
該第二棟教樓設計始於1949年，但直到1960年才勉強完成粗胚工程。進度落後原因，大都被歸於戰後建設限制，在這期間，原本的普通房舍建築被更動為塔式建築，此變化主因在於觀賞性考量。之後，此教樓也增蓋了宿舍、研究室、圖書館及行政辦公室。
知名建築史學家霍華德·科爾文曾說，納菲爾德學院教樓是牛津大學內的最顯著的敗筆，不過也有建築家並不這麼認為，這些人讚揚該教樓的塔式建築美化了牛津大學的天際線，並預測未來某天，此建築會成為受歡迎的建物。